# Nelson Gonçalves (político)
Nelson dos Santos Gonçalves, ou simplesmente Nelson Gonçalves (Marília, 5 de novembro de 1926 — Volta Redonda, 13 de setembro de 1986) foi um político e médico brasileiro da cidade de Volta Redonda, no estado do Rio de Janeiro.
Mudando aos doze anos com sua família para a cidade de Niterói, então capital fluminense, forma-se posteriormente em Medicina e vem clinicar em Volta Redonda, no ano de 1954, no hospital da Companhia Siderúrgica Nacional.
Com a popularidade que conquista junto aos seus pacientes, tem seu nome lançado para a candidatura a vice-prefeito, cargo para o qual se elege no ano de 1958, com mais votos que o candidato a prefeito, César Cândido Lemos.